# Syzygium micklethwaitii
Syzygium micklethwaitii là một loài thực vật có hoa trong Họ Đào kim nương. Loài này được Verdc. miêu tả khoa học đầu tiên năm 1997.